# Morières-lès-Avignon
Pour les articles homonymes, voir Morières et Avignon (homonymie).
Morières-lès-Avignon est une commune française située dans le département de Vaucluse, en région Provence-Alpes-Côte d'Azur. La ville est limitrophe d'Avignon et fait partie du Grand Avignon.

## Géographie

### Communes limitrophes
| Le Pontet (par un quadripoint) | Vedène               | Saint-Saturnin-lès-Avignon |
| Avignon                        | Morières-lès-Avignon | Châteauneuf-de-Gadagne     |
| Avignon                        | Avignon              | Caumont-sur-Durance        |

### Accès et transports
Les routes départementales 901 et 97 traversent la commune sur un axe est-ouest, coupées au passage par la route départementale 57. Les routes départementales 28 au nord et 171 au sud bordent la commune.
L'autoroute la plus proche est l'autoroute A7 qui traverse la commune sur un axe nord-sud sans que pour autant il n'y ait de sortie sur son territoire, mais l'aire de service de Morières.
Morières-lès-Avignon dispose d'une gare SNCF. Grâce à cette gare, la commune est desservie par la ligne Avignon Centre - Marseille Saint Charles, via Salon-de-Provence et Cavaillon. Les services en gare ne sont plus assurés, mais une quinzaine d'arrêts, dans le sens Marseille et 2 dans le sens Avignon, sont effectués.

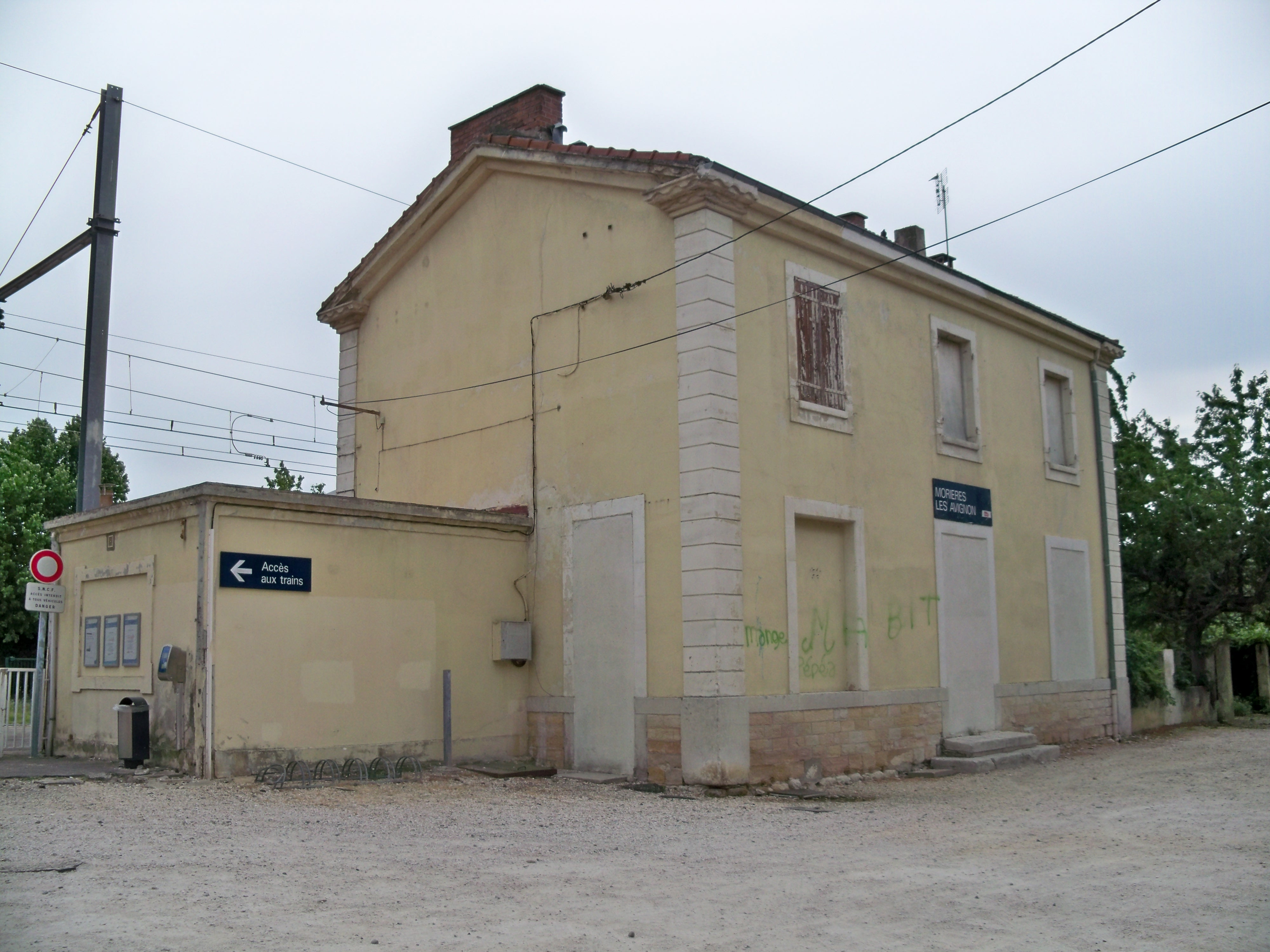
Gare de Morières-lès-Avignon.

### Relief et géologie
Avec un minimum de 25 mètres d'altitude et un maximum de 116 mètres d'altitude, la commune est d'une manière générale plus élevée sur son côté est (colline de calcaire urgonien) que sur son côté ouest (plaine alluvionnaire).

### Sismicité
Les cantons de Bonnieux, Apt, Cadenet, Cavaillon, et Pertuis sont classés en zone Ib (risque faible). Tous les autres cantons du département de Vaucluse sont classés en zone Ia (risque très faible). Ce zonage correspond à une sismicité ne se traduisant qu'exceptionnellement par la destruction de bâtiments.

### Hydrographie
Le canal de Crillon passe en bordure de commune. Plusieurs canaux d'irrigation et réservoirs, entre autres pour l'irrigation du golf.
Le canal d'irrigation dit « Roubine de Morières » a donné lieu au début du XIXe siècle à la création d'une association syndicale autorisée (ASA), plus tard devenue le Syndicat mixte de la Roubine Morières-Cassagne, dont la gestion fut confiée en 2001 à la Communauté d'agglomération du Grand Avignon (COGA).

### Climat
Pour des articles plus généraux, voir Climat de Provence-Alpes-Côte d'Azur et Climat de Vaucluse.
En 2010, le climat de la commune est de type climat méditerranéen franc, selon une étude du Centre national de la recherche scientifique s'appuyant sur une série de données couvrant la période 1971-2000. En 2020, Météo-France publie une typologie des climats de la France métropolitaine dans laquelle la commune est exposée à un climat méditerranéen et est dans la région climatique  Provence, Languedoc-Roussillon, caractérisée par une pluviométrie faible en été, un très bon ensoleillement (2 600 h/an), un été chaud (21,5 °C), un air très sec en été, sec en toutes saisons, des vents forts (fréquence de 40 à 50 % de vents > 5 m/s) et peu de brouillards. 
Pour la période 1971-2000, la température annuelle moyenne est de 14,3 °C, avec une amplitude thermique annuelle de 18,6 °C. Le cumul annuel moyen de précipitations est de 692 mm, avec 5,7 jours de précipitations en janvier et 2,6 jours en juillet. Pour la période 1991-2020, la température moyenne annuelle observée sur la station météorologique de Météo-France la plus proche, « Avignon », sur la commune d'Avignon à 8 km à vol d'oiseau, est de 15,0 °C et le cumul annuel moyen de précipitations est de 648,8 mm. 
La température maximale relevée sur cette station est de 42,8 °C, atteinte le 28 juin 2019 ; la température minimale est de −9,9 °C, atteinte le 2 mars 2005,,. 
| Mois                                  | jan.          | fév.          | mars            | avril         | mai           | juin          | jui.          | août           | sep.          | oct.        | nov.            | déc.          | année     |
| ------------------------------------- | ------------- | ------------- | --------------- | ------------- | ------------- | ------------- | ------------- | -------------- | ------------- | ----------- | --------------- | ------------- | --------- |
| Température minimale moyenne (°C)     | 1,9           | 2,3           | 5               | 7,7           | 11,7          | 15,6          | 18            | 17,6           | 13,9          | 10,7        | 6               | 2,5           | 9,4       |
| Température moyenne (°C)              | 6,3           | 7,4           | 10,8            | 13,7          | 17,8          | 22,1          | 24,8          | 24,3           | 19,9          | 15,8        | 10,3            | 6,7           | 15        |
| Température maximale moyenne (°C)     | 10,7          | 12,4          | 16,6            | 19,7          | 23,9          | 28,7          | 31,5          | 31,1           | 26            | 21          | 14,7            | 11            | 20,6      |
| Record de froid (°C) date du record   | −8,7 11.01.10 | −7,8 05.02.12 | −9,9 02.03.05   | −4,2 08.04.21 | 2,4 07.05.19  | 6,7 05.06.14  | 10,7 18.07.11 | 9,5 30.08.1998 | 5,5 16.09.17  | −2 30.10.12 | −7,1 23.11.1998 | −8,6 20.12.01 | −9,9 2005 |
| Record de chaleur (°C) date du record | 20,8 19.01.07 | 23,1 27.02.19 | 26,7 24.03.1994 | 31,4 29.04.05 | 34,2 31.05.01 | 42,8 28.06.19 | 39,6 31.07.17 | 42 22.08.23    | 35,5 17.09.19 | 31 01.10.23 | 23,8 14.11.23   | 19,3 05.12.06 | 42,8 2019 |
| Précipitations (mm)                   | 55,6          | 35,6          | 36,1            | 59,9          | 52,3          | 35,2          | 23,9          | 35             | 91,1          | 88,6        | 92              | 43,5          | 648,8     |

| Diagramme climatique                                  |             |           |             |              |              |            |            |            |            |         |           |
| J                                                     | F           | M         | A           | M            | J            | J          | A          | S          | O          | N       | D         |
| 10,71,955,6                                           | 12,42,335,6 | 16,6536,1 | 19,77,759,9 | 23,911,752,3 | 28,715,635,2 | 31,51823,9 | 31,117,635 | 2613,991,1 | 2110,788,6 | 14,7692 | 112,543,5 |
| Moyennes : • Temp. maxi et mini °C • Précipitation mm |             |           |             |              |              |            |            |            |            |         |           |

Les paramètres climatiques de la commune ont été estimés pour le milieu du siècle (2041-2070) selon différents scénarios d'émission de gaz à effet de serre à partir des nouvelles projections climatiques de référence DRIAS-2020. Ils sont consultables sur un site dédié publié par Météo-France en novembre 2022.

#### Relevés météorologiques
| Mois                              | jan. | fév. | mars | avril | mai  | juin | jui. | août | sep. | oct. | nov. | déc. | année |
| --------------------------------- | ---- | ---- | ---- | ----- | ---- | ---- | ---- | ---- | ---- | ---- | ---- | ---- | ----- |
| Température minimale moyenne (°C) | 2    | 3    | 6    | 8     | 12   | 15   | 18   | 18   | 14   | 11   | 6    | 3    | 9,6   |
| Température moyenne (°C)          | 6    | 7,5  | 11   | 13    | 17,5 | 21   | 24   | 24   | 19,5 | 15,5 | 8,5  | 7,5  | 14,7  |
| Température maximale moyenne (°C) | 10   | 12   | 16   | 18    | 23   | 27   | 30   | 30   | 25   | 20   | 13   | 10   | 19,75 |
| dont pluie (mm)                   | 36,5 | 23,3 | 24,9 | 47,5  | 45,6 | 25,4 | 20,9 | 29,1 | 65,8 | 59,6 | 52,8 | 34   | 465,4 |

Selon Météo-France, le nombre par an de jours de pluies supérieures à 2,5 litres par mètre carré est de 45 et la quantité d'eau, pluie et neige confondues, est de 660 litres par mètre carré. Les températures moyennes oscillent entre 0 et 30 °C selon la saison. Le record de température depuis l'existence de la station de l'INRA est de 40,5 °C lors de la canicule européenne de 2003 le 5 août (et 39,8 °C le 18 août 2009) et −12,8 °C le 5 janvier 1985. Les relevés météorologiques ont lieu à l'Agroparc d'Avignon.

#### Le mistral
Le vent principal est le mistral, dont la vitesse peut aller au-delà des 110 km/h. Il souffle entre 120 et 160 jours par an, avec une vitesse de 90 km/h par rafale en moyenne. Le tableau suivant indique les différentes vitesses du mistral enregistrées par les stations d'Orange et Carpentras-Serres dans le sud de la vallée du Rhône et sa fréquence au cours de l'année 2006. La normale correspond à la moyenne des 53 dernières années pour les relevés météorologiques d'Orange et à celle des 42 dernières pour Carpentras.
Légende : « = » : idem à la normale ; « + » : supérieur à la normale ; « - » : inférieur à la normale.
|                                                      | Jan.    | Fev.    | Mars.    | Avril.  | Mai     | Juin     | Juil.   | Août    | Sept.   | Oct.    | Nov.    | Dec.     |
| Vitesse maximale relevée sur le mois                 | 96 km/h | 97 km/h | 112 km/h | 97 km/h | 94 km/h | 100 km/h | 90 km/h | 90 km/h | 90 km/h | 87 km/h | 91 km/h | 118 km/h |
| Tendance : jours avec une vitesse > 16 m/s (58 km/h) | --      | +++     | ---      | ++++    | ++++    | =        | =       | ++++    | +       | ---     | =       | ++       |

## Urbanisme

### Typologie
Au 1er janvier 2024, Morières-lès-Avignon est catégorisée grand centre urbain, selon la nouvelle grille communale de densité à sept niveaux définie par l'Insee en 2022.
Elle appartient à l'unité urbaine d'Avignon, une agglomération inter-régionale regroupant 59  communes, dont elle est une commune de la banlieue,,. Par ailleurs la commune fait partie de l'aire d'attraction d'Avignon, dont elle est une commune du pôle principal,. Cette aire, qui regroupe 48 communes, est catégorisée dans les aires de 200 000 à moins de 700 000 habitants,.

### Occupation des sols
L'occupation des sols de la commune, telle qu'elle ressort de la base de données européenne d’occupation biophysique des sols Corine Land Cover (CLC), est marquée par l'importance des territoires agricoles (53,2 % en 2018), en diminution par rapport à 1990 (56,9 %). La répartition détaillée en 2018 est la suivante : 
cultures permanentes (43,3 %), zones urbanisées (38,4 %), zones agricoles hétérogènes (9,9 %), espaces verts artificialisés, non agricoles (6,5 %), zones industrielles ou commerciales et réseaux de communication (1,1 %), forêts (0,8 %). L'évolution de l’occupation des sols de la commune et de ses infrastructures peut être observée sur les différentes représentations cartographiques du territoire : la carte de Cassini (XVIIIe siècle), la carte d'état-major (1820-1866) et les cartes ou photos aériennes de l'IGN pour la période actuelle (1950 à aujourd'hui).

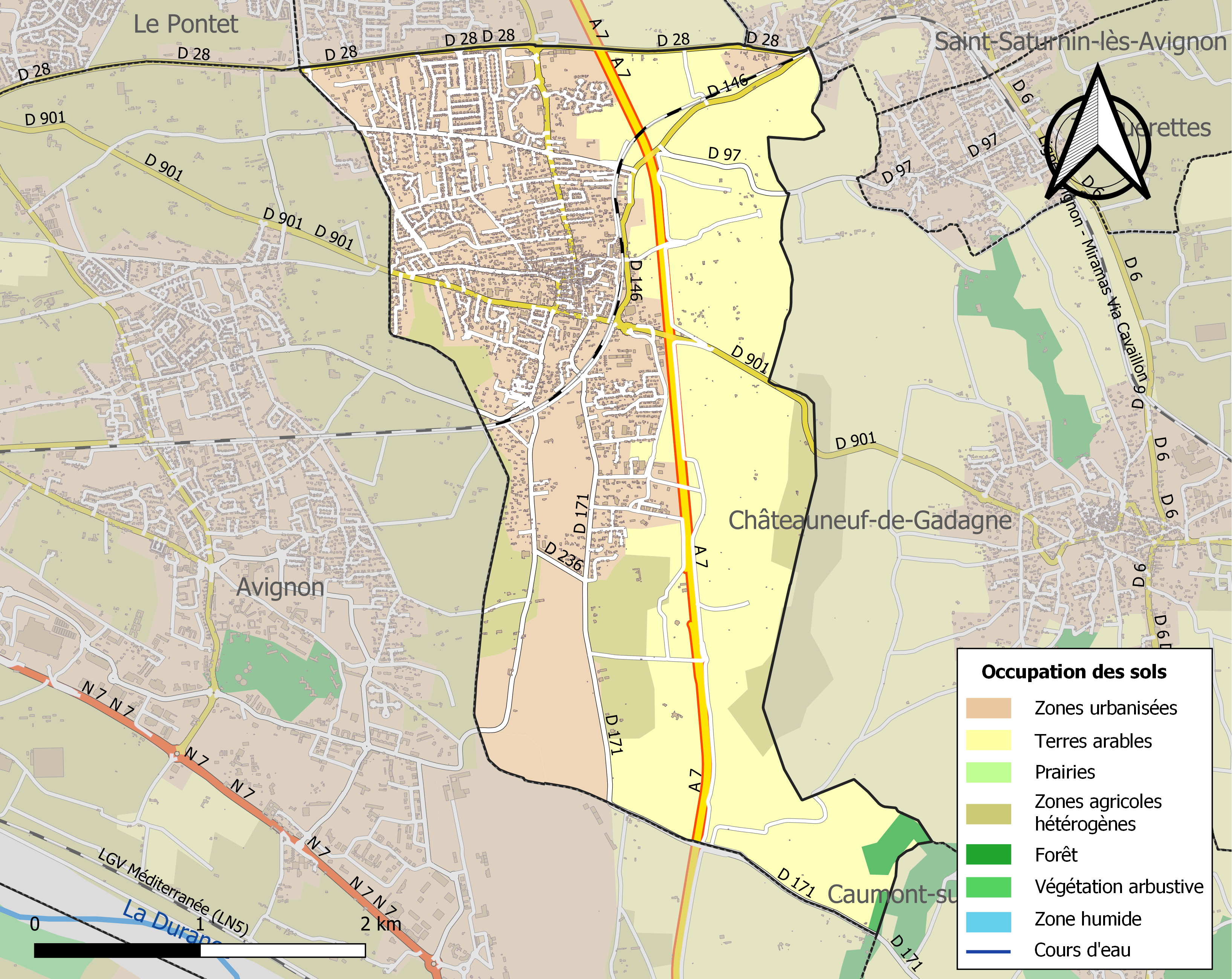
Carte des infrastructures et de l'occupation des sols de la commune en 2018 (CLC).

## Histoire

### Moyen Âge
Situé dans l'État d'Avignon, le village de Morières, fief pontifical, n'était qu'une paroisse dont l'église était unie, depuis 1366, au chapitre de Notre-Dame-des-Doms.
Le 5 septembre 1398, au nom du roi de France, mais sans son mandat, Geoffroy le Meingre, frère du maréchal Boucicaut, entra avec ses 200 cavaliers suivis par les gens d’armes de Raymond de Turenne, sur les terres d’Avignon qu’ils commencèrent à ravager. Le vicomte de Turenne s’occupa personnellement de réduire la garnison pontificale de Morières favorable à Benoît XIII auquel le clergé du royaume de France venait de soustraire son obédience. Il ne resta après son passage que quelques vestiges de remparts et une tour qu'il n'eut pas le temps de faire incendier.

### Renaissance
En 1536, Anne de Montmorency, qui commandait les armées de François 1er qui voulait empêcher Charles Quint de s'emparer d'Avignon, installa son camp dans la ferme de Rodolphe sise sur le territoire de Morières.
La confrérie des pénitents blancs fut fondée en 1578 sous le titre des Cinq Plaies, celle des pénitents bleus suivie en 1669.

### Période moderne

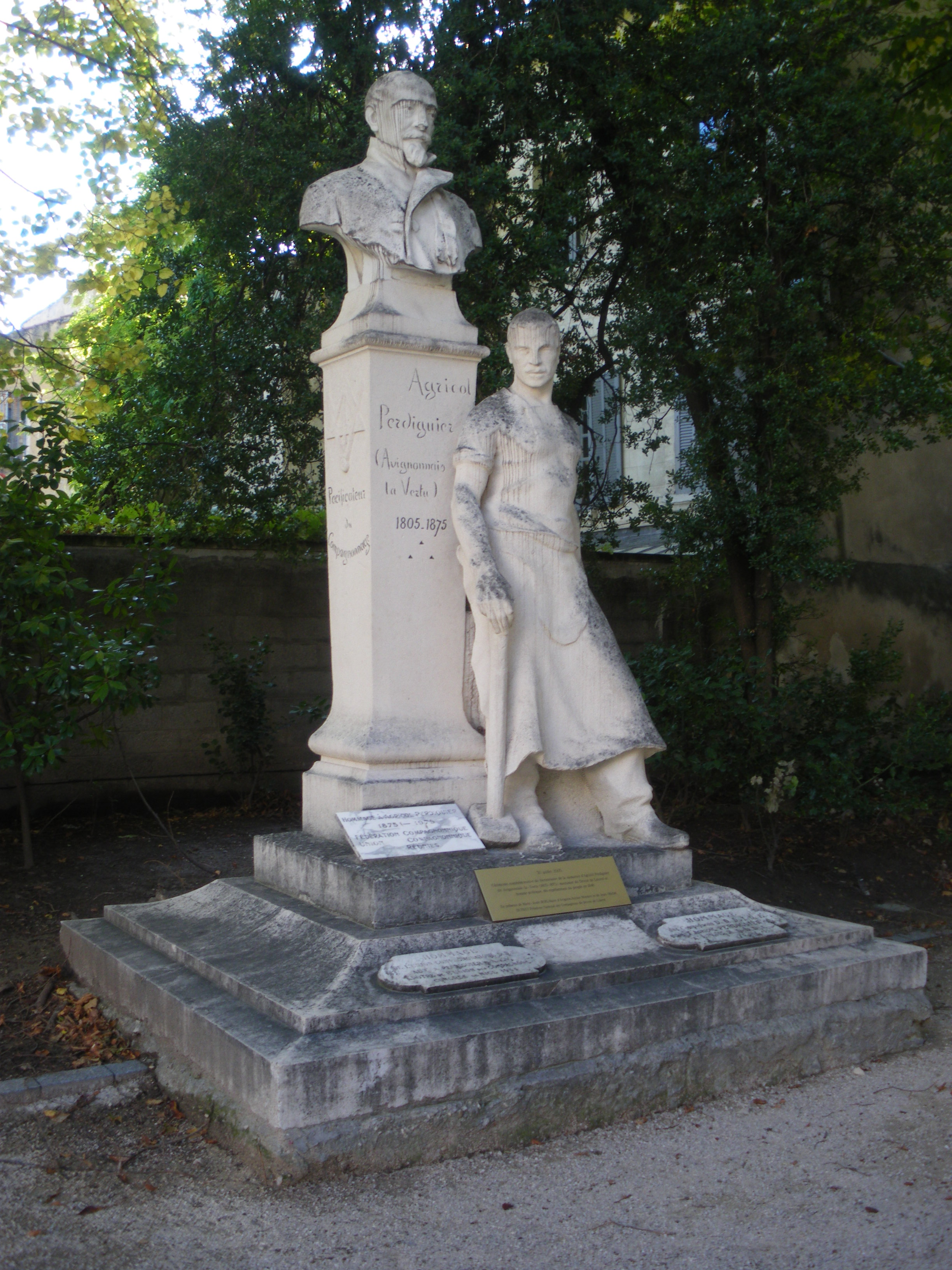
Statue d'Agricol Perdiguier dans le square Agricol-Perdiguier d'Avignon.

En 1779, les habitants de Morières, incommodés par la violence du mistral et persuadés que ce vent provenait d'un rocher percé dominant un village du Vivarais, envoyèrent une délégation au vice-légat d'Avignon, pour lui demander d'user de son autorité afin « qu'on ouvrit moins souvent la porte qui donnait passage au mistral ».
Le 12 août 1793 fut créé le département de Vaucluse, constitué des districts d'Avignon et de Carpentras, mais aussi de ceux d'Apt et d'Orange, qui appartenaient aux Bouches-du-Rhône, ainsi que du canton de Sault, qui appartenait aux Basses-Alpes.
Le hameau de Morières fut brièvement érigé en commune le 26 messidor an II (14 juillet 1794), car à la suite des protestations des élus d'Avignon, qui y virent une importante amputation de leur commune, il fut à nouveau rattaché à la cité papale, le 4 fructidor suivant (24 août).
Ce ne fut pas la Révolution qui mit un terme à la crédulité et aux superstitions des gens de Morières. Jean-Paul Clébert cite cette relation faite par Agricol Perdiguier, l'enfant du pays, qui se trouve dans ses Mémoires d'un Compagnon : « Pendant l'année 1815, et celles qui la suivirent, il y eut surexcitation à la crédulité publique. On répandit des contes singuliers : on parla d’apparitions, de fantômes ; on voulait frapper les esprits, les rendre malades. Des hommes, qu'on disait payés par de mauvais prêtres, jouèrent aux revenants, coururent les rues la nuit, vêtus de blanc, de noir ou de rouge, traînant des chaînes, agitant des sonnettes, des grelots, frappant à certaines portes, parlant au nom de certaines âmes et demandant des prières, des messes pour les trépassés, et même la restitution des lieux qui avaient appartenu aux nobles, surtout aux couvents et aux églises » .
Un arrêté préfectoral daté du 25 juillet 1870 déclara la commune de Morières indépendante d'Avignon.

### Période contemporaine
Le marché couvert a été construit dans les années 1930, il est mis à la disposition des producteurs de la commune pour vendre primeurs, fruits et légumes.
Le vignoble de Morières est producteur des côtes-du-rhône. Sa cave fait partie d'un regroupement qui a pris pour nom Les terres d'Avignon avant de devenir Cave DEMAZET VIGNOBLES fruit de l'union de la cave de Morières-les-Avignon avec la cave Canteperdrix de Mazan.

### Toponymie
La forme la plus ancienne est Morarias, attestée en 1110. Elle dérive ensuite en Moreriis (1197) et Morières (1645). Ces toponymes suggèrent le nom latin morus mûrier + suffixe -aria qui indique un lieu planté de mûriers.
L'orthographe de la préposition « lès » du nom actuel de la commune ne doit pas être confondu avec l'article défini « les ». Lès n'est pas une marque du pluriel et Morières-lès-Avignon signifie « Morières près d'Avignon ».

## Politique et administration

### Liste des maires

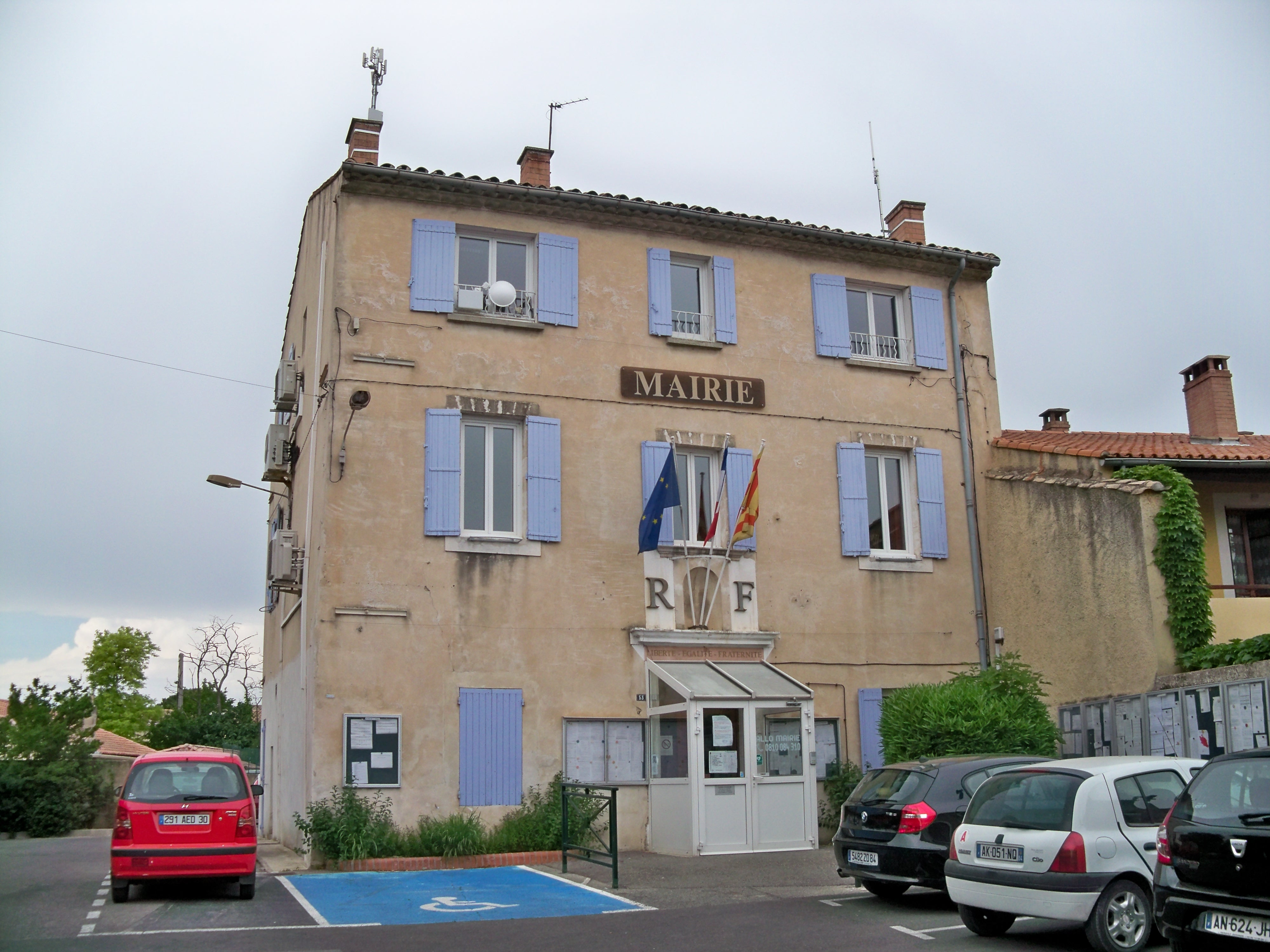
Mairie de Morières-lès-Avignon.

| Période                                  | Période   | Identité               | Étiquette | Qualité                                                                                   |
| ---------------------------------------- | --------- | ---------------------- | --------- | ----------------------------------------------------------------------------------------- |
| 1870                                     | 1873      | Appolinaire Perdiguier |           |                                                                                           |
| 1873                                     | 1900      | Thomas Terrasse        |           |                                                                                           |
| 1900                                     | 1913      | Firmin Martel          |           |                                                                                           |
| 1913                                     | 1919      | Sébastien Urbe         |           |                                                                                           |
| 1919                                     | 1941      | Charles-Jean Aillaud   |           |                                                                                           |
| 1941                                     | 1942      | Adolphe Joubaud        |           |                                                                                           |
| 1942                                     | 1943      | René Auguste Cluchier  |           |                                                                                           |
| 1943                                     | 1944      | Félix Fournier         |           |                                                                                           |
| 1944                                     | 1945      | Charles-Jean Aillaud   |           |                                                                                           |
| mai 1945                                 | mars 1983 | Robert Dion            | SFIO-PS   | Cultivateur exploitant Conseiller régional de Provence-Alpes-Côte d’Azur (1973 → ?)       |
| mars 1983                                | mars 2001 | Léon Gueit             |           |                                                                                           |
| mars 2001                                | 2020      | Joël Granier           | PS        | Retraité, président de l'OPH du Grand Avignon 6e vice-président de la CA du Grand Avignon |
| 2020                                     | En cours  | Grégoire Souque        | RN        |                                                                                           |
| Les données manquantes sont à compléter. |           |                        |           |                                                                                           |

### Administration municipale
Le conseil municipal de la ville est composé de 29 élus répartis de la manière suivante :

### Fiscalité
| Taxe                                                | Part communale | Part intercommunale | Part départementale | Part régionale |
| --------------------------------------------------- | -------------- | ------------------- | ------------------- | -------------- |
| Taxe d'habitation (TH)                              | 17,66 %        | 0,00 %              | 7,55 %              | 0,00 %         |
| Taxe foncière sur les propriétés bâties (TFPB)      | 27,76 %        | 0,00 %              | 10,20 %             | 2,36 %         |
| Taxe foncière sur les propriétés non bâties (TFPNB) | 84,83 %        | 0,00 %              | 28,96 %             | 8,85 %         |
| Taxe professionnelle (TP)                           | 00,00 %        | 24,56 %             | 13,00 %             | 3,84 %         |

La part régionale de la taxe d'habitation n'est pas applicable.

### Jumelages
La commune de Morières-lès-Avignon est jumelée avec la commune de Caldicot, au Pays de Galles 2002, et de Pontremoli, en  Italie, depuis 2006.

## Démographie
L'évolution du nombre d'habitants est connue à travers les recensements de la population effectués dans la commune depuis 1872. Pour les communes de moins de 10 000 habitants, une enquête de recensement portant sur toute la population est réalisée tous les cinq ans, les populations de référence des années intermédiaires étant quant à elles estimées par interpolation ou extrapolation. Pour la commune, le premier recensement exhaustif entrant dans le cadre du nouveau dispositif a été réalisé en 2006.

En 2022, la commune comptait 8 996 habitants, en évolution de +8,45 % par rapport à 2016 (Vaucluse : +1,73 %, France hors Mayotte : +2,11 %).
| 1872  | 1876  | 1881  | 1886  | 1891  | 1896  | 1901  | 1906  | 1911  |
| ----- | ----- | ----- | ----- | ----- | ----- | ----- | ----- | ----- |
| 1 624 | 1 442 | 1 236 | 1 164 | 1 014 | 1 094 | 1 154 | 1 021 | 1 071 |

| 1921  | 1926  | 1931  | 1936  | 1946  | 1954  | 1962  | 1968  | 1975  |
| ----- | ----- | ----- | ----- | ----- | ----- | ----- | ----- | ----- |
| 1 006 | 1 004 | 1 054 | 1 197 | 1 191 | 1 321 | 1 615 | 2 163 | 3 477 |

| 1982  | 1990  | 1999  | 2006  | 2011  | 2016  | 2021  | 2022  | - |
| ----- | ----- | ----- | ----- | ----- | ----- | ----- | ----- | - |
| 6 083 | 6 405 | 6 535 | 7 413 | 7 741 | 8 295 | 8 922 | 8 996 | - |

## Économie

### Revenus de la population et fiscalité
En 2010, le revenu fiscal médian par ménage était de 33 298 €, ce qui plaçait Morrières-lès-Avignon au 8 746e rang parmi les 31 525 communes de plus de 39 ménages en métropole.

### Artisanat
La commune de Morières-lès-Avignon compte quatre zones artisanales pour un total de plus de 150 entreprises et commerces.

### Tourisme
Située dans la plaine du Comtat Venaissin, avec sa situation à proximité d'Avignon et de son riche patrimoine, de Carpentras et du mont Ventoux, avec la présence de la Sorgue, la commune voit le tourisme occuper directement ou indirectement une place non négligeable de son économie.
Le tourisme sportif, par le biais de son golf, joue aussi un rôle dans l'économie locale.

### Agriculture
Vergers et vignes, principalement à l'est de la commune, mais aussi à l'ouest entre le golf et le bourg.

## Vie locale

### Enseignement
La commune compte quatre écoles : deux écoles maternelles publiques, l'école Agricol Perdiguier et l'école Marcel-Pagnol, et deux écoles élémentaires publiques, l'école Jules Cassini et l'école Marcel-Pagnol. La commune compte également le collège Anne-Frank,. Le lycée public le plus proche est le lycée polyvalent régional René Char, à Avignon.
L'université Avignon Université est la plus proche de Morières-lès-Avignon.
Le conservatoire de danse du Grand Avignon possède une antenne sur la commune à l'espace culturel Folard.

### Sports
On trouve sur la commune plusieurs installations sportives : important[En quoi ?] golf au sud-ouest de la commune, tennis club, etc.
Plus de 20 associations sportives sont représentées (VTT, football, judo, etc.).
La ville est également associée au rugby à XIII, puisqu'elle possède en 2011, un petit club qui, « après une période de grandeur se consacre exclusivement [...] à la formation des jeunes ».

### Santé
On trouve sur la commune docteurs, spécialistes, trois pharmacies, etc.
Les hôpitaux les plus proches sont sur Avignon (dont Montfavet,pour la psychiatrie).

### Cultes

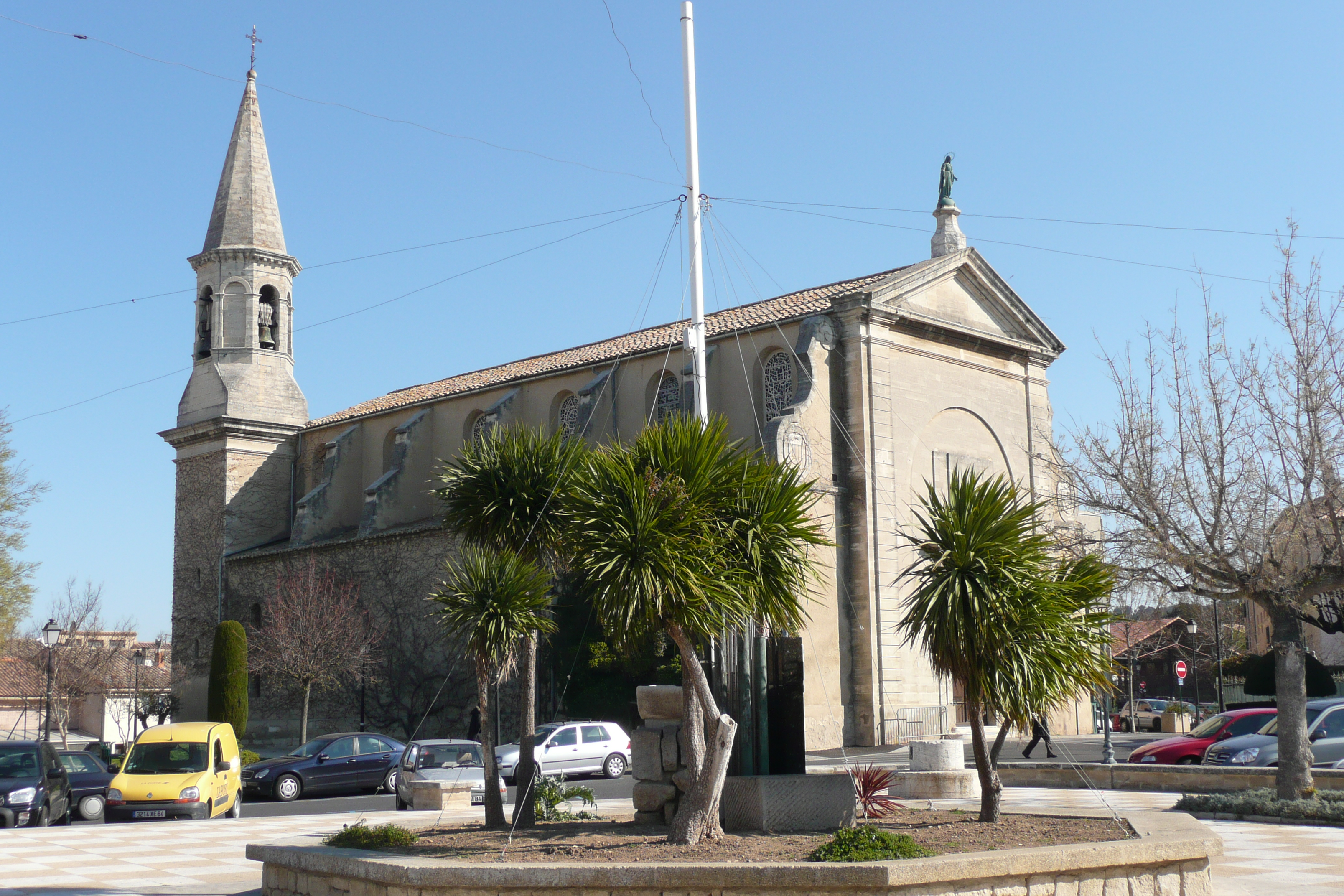
Église à Morières-lès-Avignon.

Église Saint-André de Morières-lès-Avignon.

### Écologie et recyclage
La collecte et traitement des déchets des ménages et déchets assimilés et le contrôle de la qualité de l'air se fait dans le cadre de la communauté d'agglomération du Grand Avignon, elle-même adhérente au syndicat mixte pour la valorisation des déchets du pays d'Avignon.

## Culture locale et patrimoine

### Lieux et monuments
- Le château du chevalier Folard, XVIIIe siècle[37].
- La maison natale d’Agricol Perdiguier[37].
- Le lavoir communal, place Agricol-Perdiguier[37].

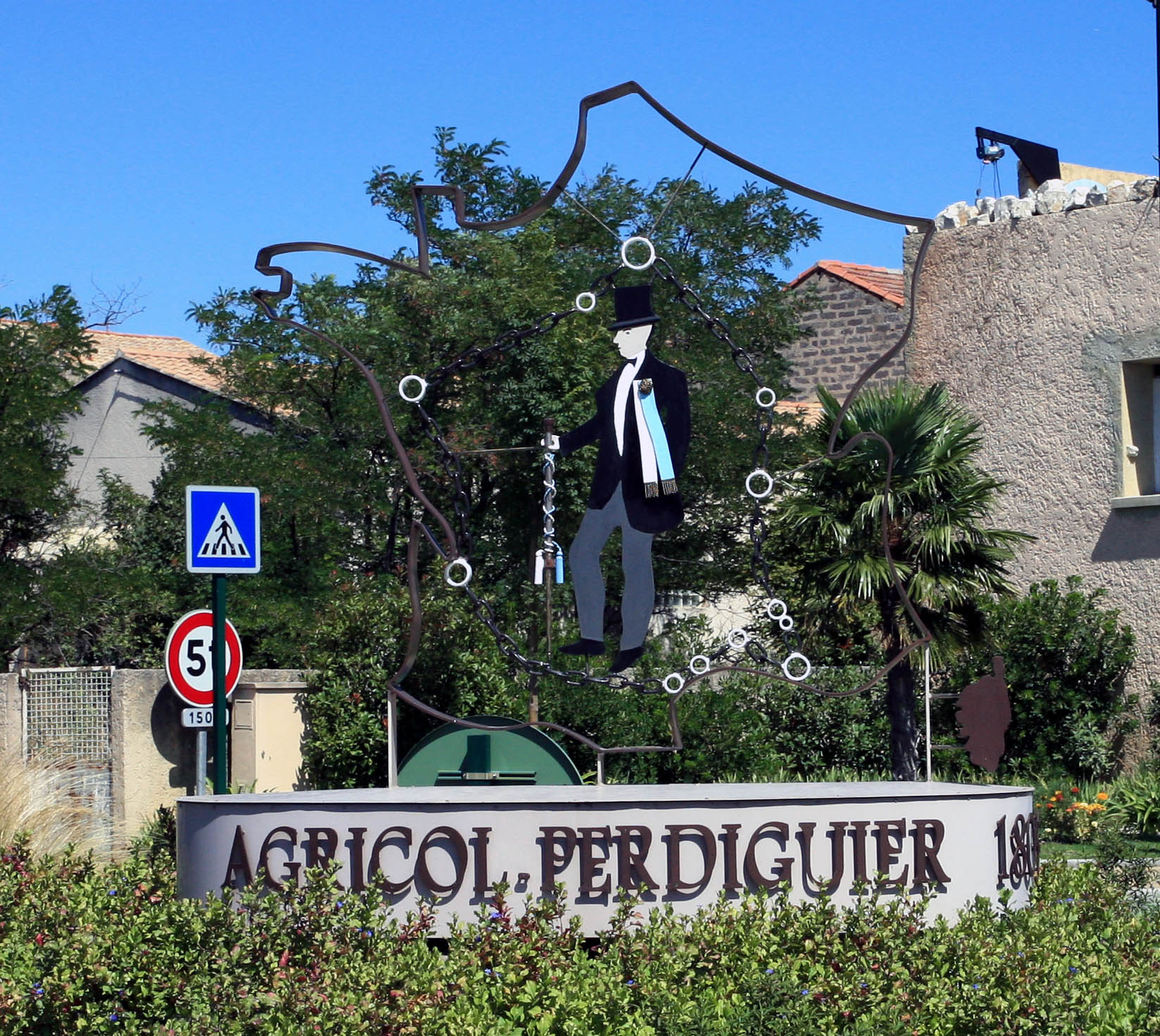
Agricol Perdiguier, statue du rond-point.

### Personnalités liées à la commune
- Chevalier Jean-Charles de Folard (1669 - 1752)[38]. Écrivain et tacticien.
- César Verdier (1685-1759)[38]. Chirurgien anatomiste.
- Agricol Perdiguier, dit "Avignonnais la Vertu" est natif de la commune (1805-1875)[38]. À la fois compagnon du devoir et franc-maçon, il est depuis quelques années honoré par une statue le représentant, érigée sur un rond-point.
- Jules Cassini (1847-1896)[38]. Écrivain, majoral du Félibrige.
- Henri Arbousset (1908-2011). Poète et centenaire.
- Nicole Rieu (née en 1949). Chanteuse, y vit depuis quelques années.
- Aurélien Gilles, dit "Ponce" (né en 1991). Streamer, à effectué son école maternelle et primaire dans la commune.

### Héraldique
| Blason de Morières-lès-Avignon | Les armes peuvent se blasonner ainsi : Parti : au premier d'azur au sautoir d'or, au second coupé au I de gueules aux trois clefs d'argent posées en fasce et rangées en pal et au II de gueules à la tour d'or. Devise : nomine ne moreris. |